# Голубов Сергій Миколайович
Сергій Миколайович Голубов (рос. Сергей Николаевич Голубов; нар. 20 червня 1894, Саратов — пом. 8 лютого 1962, Москва) — російський радянський письменник; член Спілки письменників СРСР з 1940 року.

## Біографія
Народився 8 [20] червня 1894 року у місті Саратові (нині Росія) у сім'ї службовця. У 1906—1911 роках навчався у Саратовській гімназії. Потім закінчив юридичний факультет Московського університету.
Під час Першої світової війни був кавалерійським офіцером; у роки Громадянської війни — командиром полку в Робітничо-селянській Червоній армії. З 1922 року працював у системі радянської адміністрації, займався організацією праці.
Помер в Москві від уремії 8 лютого 1962 року. Похований у Москві на Новодівичому цвинтарі (ділянка № 8).

## Творчість
Друкуватися почав у 1933 році. Писав спочатку історико-біографічні книги, згодом військово-історичні романи. Автор книг:
- «Іван Повзунов» (1937, про Івана Ползунова; серія «Життя чудових людей»);
- «Бестужев (Марлінський)» (1938, про Олександра Бестужева; серія «Життя чудових людей»);
- «Солдатська слава» (1939, історичний роман про кавказьку війну 1830);
- «З іскри полум'я» (1940, про декабристів);
- «Багратіон» (1943, про Петра Багратіона);
- «Створення століття» (1947, про Першу світову війну та становлення Радянської влади);
- «Коли фортеці не здаються» (1953, про оборону Брестської фортеці та подвиг Героя Радянського Союзу Дмитра Карбишева);
- «Птахи летять із гнізд» (1958, про Христо Ботева).

Книги базуються на вивченні великого документального матеріалу.